# 吳憲 (成化進士)
吳憲（1436年—？），字肅清，直隸徽州府歙縣人，民籍。明朝政治人物。進士出身。

## 生平
應天府鄉試第一百九名。成化八年（1472年）壬辰科會試第九十二名，殿試登進士第三甲第六名。

## 家族
曾祖父吳榮祖。祖父吳森。父亲吳遜。